# Timonius bogoriensis
Timonius bogoriensis är en måreväxtart som beskrevs av Theodoric Valeton. Timonius bogoriensis ingår i släktet Timonius och familjen måreväxter. Inga underarter finns listade i Catalogue of Life.